# Prince (glasbenik)
Prince (rojen kot Prince Rogers Nelson), ameriški glasbenik, * 7. junij 1958, Minneapolis, ZDA, † 21. april 2016
Rodil se je v Minneapolisu v Minnesoti. Prvo avtorsko delo je ustvaril pri sedmih letih, svoj prvi album pa je izdal leta 1978. 
Posnel je več kot 30 studijskih albumov in prodal več kot 100 milijonov plošč. Prejel je tudi glasbeno nagrado Grammy. 
Njegova največja hita sta pesem Purple rain in Kiss.